# Protobrachyceridae
Protobrachyceridae zijn een uitgestorven familie uit de orde van de tweevleugeligen (Diptera), onderorde vliegen (Brachycera). Wereldwijd omvat deze familie één geslacht en 3 soorten.

## Soorten
- Protobrachyceron Handlirsch, 1920
  - Protobrachyceron liasinum Handlirsch, 1920
  - Protobrachyceron sinensis Zhang, Yang & Renz, 2008[1]
  - Protobrachyceron zessini Krzeminski & Ansorge, 2000